# Eustala tribrachiata
Eustala tribrachiata là một loài nhện trong họ Araneidae.
Loài này thuộc chi Eustala. Eustala tribrachiata được miêu tả năm 1932 bởi Badcock.